# 國和路
國和路是中華人民共和國上海市楊浦區一條南北-東西走向道路，南起翔殷路，東至白城路。道路全长3350米，宽度為15.4米至20.2米。道路於中華民国21年（1932年）開始规划，規劃時道路就命名為國和路。中華民国22年（1933年）修建。道路沿途有江灣體育場。

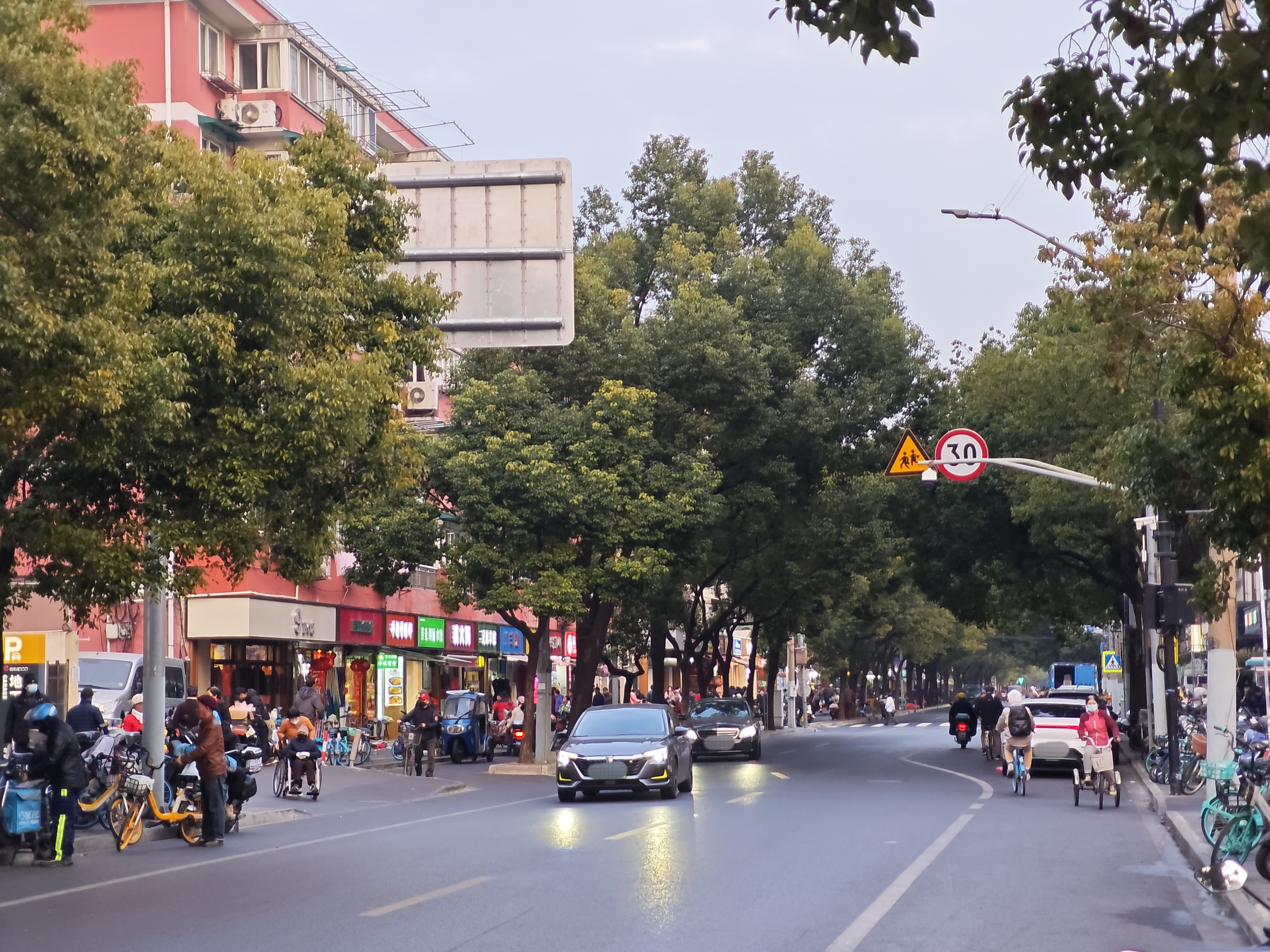
国和路